# ヘンリー塚本
ヘンリー 塚本（へんりー つかもと・1943年 - ）は、日本のAV監督、実業家。FAプロ所属。昭和エロスにこだわった作品に定評がある。

## 略歴
- 1943年、東京都亀戸生まれ[1]。
- 1985年、AVメーカー「FAプロ」を設立[2][3]。
- 2014年、監督作品『ヘンリー塚本のセックスのすすめ』が通算2000タイトルとなった[2]。
- 2017年、監督した『あ～いくぅ その時女はエロスの極み』がAVオープンドラマ部門で1位となる[4]。翌年となる2018年に事実上の引退宣言。FAプロの経営に専念する。
- 2024年に評伝『ヘンリー塚本 愛と情熱のエロス』発売（東良美季著）[4]。

## 人物
- 1943年に戦時下の東京で生まれ[2]、東京大空襲で父と2人の兄を亡くした[5]。幼くして千葉県夷隅郡に疎開し、中学1年までの10年余りをそこで過ごす[6]。
- エロスの原風景は、疎開先だった千葉県の農村にある[2][6]。
- AV業界に入る以前に、にっかつロマンポルノとの出会いがあった[6]。
- 39歳まで洋裁会社に勤めていた[5]。
- AV女優を面接で重要視する部分は舌。舌の次は大腿[7]。
- AV男優は悪役を演じることが出来る人を選んでいる[6]。
- 「性生活報告」（サン出版）の愛読者である[1]。
- 多作作家であり、週2本ペースで作品を撮影（2日間撮影、3日間編集、残りの2日間で台本執筆）している[8]。
- 自身のセックスについて「僕自身、現実にセックスする時はおっぱいなんかちょろちょろとしか舐めない。おまんこのほうを舐めたい。はやく入れたいという気持ちがある。」と述べている[6]。

## 監督作品の特徴
- タブーとノスタルジーをモチーフに唯一無二の世界観を表現する[6]。
- 昔から近親相姦がテーマとしてよく取り上げられている[6]。
- 障害者の性愛もよく描かれている[6]。
- 1回の絡みのシーンが短く、行為の回数が多い[6]。
- 「FAダンス」と呼ばれる、作品の最後に出演者が踊るシーンがある。映画『トーク・トゥ・ハー』からヒントを得た[6][7]。

## 監督作品

### 代表作
- 『ネコとタチ』シリーズ[5]
- 『昭和 心揺さぶる官能ドラマ』シリーズ
- 『昭和 心揺さぶるドラマチックポルノ』シリーズ
- 『女たちの昭和』シリーズ
- 『心に残り、心に沁みる官能』シリーズ
- 『母 (おふくろ)』三部作
- 『人妻』三部作
- 『白昼の団地妻』（結城みさ）[7]
- 『不倫ポルノ』（動画澤村レイコ）[7]